# パイレーツ・オブ・カリビアン/生命の泉 オリジナル・サウンドトラック
『パイレーツ・オブ・カリビアン／生命の泉 オリジナル・サウンドトラック』（Pirates of the Caribbean: On Stranger Tides）は、パイレーツ・オブ・カリビアン/生命の泉のサウンドトラック。2011年5月17日にウォルト・ディズニー・レコーズから発売された。

## 概要
今回もそれまで『パイレーツ・オブ・カリビアン』シリーズの音楽を手掛けてきたハンス・ジマーが作曲した。2011年1月25日、エリック・ウィテカーは自身のブログとFacebookページにて、自分とジマーと妻のヒラ・プリットマンと共同でサウンドトラックの作業をしていると述べた。2011年3月2日、ウィテカーはアビー・ロード・スタジオで『生命の泉』の録音をしていると公表した。また2月22日、ロドリーゴ・イ・ガブリエーラが何らかの音楽を作曲し、演奏したことが発表された。
デュオがジマーと協力したのはこれが初めてである。サウンドトラックの小冊子によると、エドゥアルド・クルスとジェフ・ザネルリはいくつかのトラックに貢献した。また7つのトラックが様々な作曲家によるリミックス曲である。サウンドトラック盤は映画公開の3日前の2011年5月17日に発売された。
2011年4月にトラックリストが公開された:

## 収録曲
| #   | タイトル | 作詞 | 作曲                                         | 時間 |
| --- | --- | ---- | -------------------------------------------- | ---- |
| 1.  | 「ジャック・スパロウではないという罪 Guilty of Being Innocent of Being Jack Sparrow」                                       |      | ジマー                                       | 1:42 |
| 2.  | 「女海賊、アンジェリカ Angelica」(Feat. ロドリーゴ・イ・ガブリエーラ)                                                       |      | ジマー、クルス、ロドリーゴ・イ・ガブリエーラ | 4:17 |
| 3.  | 「アン女王の復讐号での反乱 Mutiny」                                                                                         |      | Zimmer                                       | 2:48 |
| 4.  | 「掟破りのジャック・スパロウ The Pirate That Should Not Be」                                                                |      | ロドリーゴ・イ・ガブリエーラ、ジマー         | 3:55 |
| 5.  | 「ホワイトキャップ湾の人魚 Mermaids」                                                                                       |      | ジマー、ウィテカー                           | 8:05 |
| 6.  | 「魅惑の声を持つ人魚 South of Heaven's Chanting Mermaids」                                                                  |      | ロドリーゴ・イ・ガブリエーラ、ジマー         | 5:48 |
| 7.  | 「ヤシの木からの逃走 Palm Tree Escape」(Feat. ロドリーゴ・イ・ガブリエーラ)                                                 |      | ジマー                                       | 3:06 |
| 8.  | 「伝説の海賊、黒ひげ Blackbeard」                                                                                           |      | ジマー                                       | 5:05 |
| 9.  | 「怒り、そして再び・・・ Angry and Dead Again」                                                                             |      | ロドリーゴ・イ・ガブリエーラ、ジマー         | 5:33 |
| 10. | 「生命の泉 On Stranger Tides」                                                                                              |      | ジマー、ザネリ、ウィテカー                   | 2:44 |
| 11. | 「エンド・クレジット（パイレーツ・オブ・カリビアン/（生命の泉） End Credits」                                               |      | ジマー                                       | 1:59 |
| 12. | 「ジャック・スパロウではないという罪 Guilty of Being Innocent of Being Jack Sparrow」(リミックス by DJ イヤーワーム)        |      | ジマー                                       | 2:45 |
| 13. | 「女海賊、アンジェリカ（グラント・アス・ピース・リミックス） Angelica (Grant Us Peace Remix)」(リミックス by キー:セオリー) |      | ジマー、クルス、ロドリーゴ・イ・ガブリエーラ | 3:08 |
| 14. | 「掟破りのジャック・スパロウ The Pirate That Should Not Be」(リミックス by フォーテック)                                    |      | ロドリーゴ・イ・ガブリエーラ、ジマー         | 6:26 |
| 15. | 「伝説の海賊、黒ひげ Blackbeard」(リミックス by スーパー・マッシュ・ブロス&シーヴス)                                        |      | ジマー                                       | 5:26 |
| 16. | 「魅惑の声を持つ人魚 South of Heaven's Chanting Mermaids」(リミックス by ペーパー・ダイヤモンド)                            |      | ロドリーゴ・イ・ガブリエーラ、ジマー         | 3:32 |
| 17. | 「ヤシの木からの逃走 Palm Tree Escape」(リミックス by アダム・フリーランド)                                                 |      | ジマー                                       | 5:28 |
| 18. | 「怒り、そして再び・・・ Angry and Dead Again」(リミックス by スタティック・リベンジャー)                                   |      | ロドリーゴ・イ・ガブリエーラ、ジマー         | 5:49 |